# 巴尔德奥莱亚
巴尔德奥莱亚，是西班牙坎塔布里亚的一个市镇。总面积84平方公里，总人口1405人（2001年），人口密度17人/平方公里。